# نكوص (مدينة)
نكوص (بالأوزبكية: Nukus / Нукус)‏‎ عاصمة جمهورية قرقل باغستان المستقلة ذاتياً عن جمهورية أوزبكستان تقع المدينة في جنوب غرب أوزبكستان، عدد سكان المدينة وفق إحصاءات سنة 2004 مئتان وستون ألف نسمة، تتميز المدينة بدرجات حرارة متدنية جداً خصوصاً في فصل الشتاء .

## المناخ
يظهر الجدول التالي التغييرات المناخية على مدار السنة لنكوص:
| البيانات المناخية لـنكوص                                    | البيانات المناخية لـنكوص | البيانات المناخية لـنكوص | البيانات المناخية لـنكوص | البيانات المناخية لـنكوص | البيانات المناخية لـنكوص | البيانات المناخية لـنكوص | البيانات المناخية لـنكوص | البيانات المناخية لـنكوص | البيانات المناخية لـنكوص | البيانات المناخية لـنكوص | البيانات المناخية لـنكوص | البيانات المناخية لـنكوص | البيانات المناخية لـنكوص |
| الشهر                                                       | يناير                    | فبراير                   | مارس                     | أبريل                    | مايو                     | يونيو                    | يوليو                    | أغسطس                    | سبتمبر                   | أكتوبر                   | نوفمبر                   | ديسمبر                   | المعدل السنوي            |
| ----------------------------------------------------------- | ------------------------ | ------------------------ | ------------------------ | ------------------------ | ------------------------ | ------------------------ | ------------------------ | ------------------------ | ------------------------ | ------------------------ | ------------------------ | ------------------------ | ------------------------ |
| متوسط درجة الحرارة الكبرى °م (°ف)                           | 0.7 (33.3)               | 4.0 (39.2)               | 11.7 (53.1)              | 21.7 (71.1)              | 28.7 (83.7)              | 34.5 (94.1)              | 36.2 (97.2)              | 34.3 (93.7)              | 27.9 (82.2)              | 19.4 (66.9)              | 10.0 (50.0)              | 3.1 (37.6)               | 19.4 (66.9)              |
| متوسط درجة الحرارة الصغرى °م (°ف)                           | −7.5 (18.5)              | −6.0 (21.2)              | −0.1 (31.8)              | 8.2 (46.8)               | 14.2 (57.6)              | 19.1 (66.4)              | 21.3 (70.3)              | 18.9 (66.0)              | 12.0 (53.6)              | 4.9 (40.8)               | −0.8 (30.6)              | −5.5 (22.1)              | 6.6 (43.9)               |
| الهطول مم (إنش)                                             | 10.8 (0.43)              | 9.6 (0.38)               | 17.1 (0.67)              | 15.4 (0.61)              | 12.2 (0.48)              | 4.1 (0.16)               | 2.7 (0.11)               | 1.6 (0.06)               | 2.4 (0.09)               | 6.9 (0.27)               | 12.5 (0.49)              | 11.8 (0.46)              | 107.1 (4.22)             |
| متوسط أيام هطول الأمطار                                     | 11                       | 10                       | 9                        | 8                        | 8                        | 5                        | 4                        | 2                        | 3                        | 5                        | 8                        | 10                       | 83                       |
| المصدر: Centre of Hydrometeorological Service of Uzbekistan |                          |                          |                          |                          |                          |                          |                          |                          |                          |                          |                          |                          |                          |

## أعلام
- أديلبيك نيازيمبيتوف